# Land van Cuijk

Land van Cuijks läge

Land van Cuijk är en kommun i provinsen Noord-Brabant i Nederländerna. Kommunens totala area är 351,87 km² och invånarantalet är 91 725 (2024).